# Viroses emergentes e reemergentes
O conceito de doenças emergentes e reemergentes surgiu frente as limitações da teoria da transição epidemiológica em elucidar a complexidade das novas tendências de mortalidade e morbidade. O centro de Controle e Prevenção de Doenças (CDC) define doenças infecciosas emergentes como: “aquelas que a incidência em humanos tem aumentado nas últimas duas décadas ou ameaçam aumentar em um futuro próximo”. Algumas doenças emergentes como HIV/AIDS persistem por anos, enquanto outras, após seu aparecimento, duram pequenos períodos, segundo Morens e Fauci (2013), citados por Ellwanger elas também são consideradas ameaças a estabilidade global. Em contrapartida, as doenças reemergentes são “velhas conhecidas” que estão novamente se tornando problema de saúde para uma população, apesar de no passado terem sido controladas, como a febre amarela e o sarampo no Brasil. Ainda que esses dois conceitos tenham começado a ser utilizados a partir de 1990, tais doenças fazem parte da história da humanidade, já que epidemias poderiam ser consideradas doenças emergentes na época, e até ocasionarem profundas rupturas no sistema social, como no caso das pandemias de peste e influenza.
Os avanços das tecnologias e desenvolvimento econômico e social, trouxeram otimismo em relação a erradicação das doenças infecciosas, mas o surgimento da AIDS e de uma série de surtos e epidemias de doenças emergentes e reemergentes no início do século XXI, fizeram esse otimismo diminuir. Hoje vemos que a globalização também globalizou os agentes infecciosos, um exemplo é a SARS, primeira pandemia pós-moderna, que veio nos mostrar que a doença está globalizada, mas a saúde ainda não, fato reafirmado pela Covid-19, doença causada por um novo tipo de coronavírus (Sars-CoV-2). As doenças transmissíveis continuam sendo um desafio de saúde pública para o Brasil, país que apresenta complexa situação epidemiológica, pois apesar de haver uma grande redução das causas de morte por doenças infecciosas, a mesma tendência não é vista quando dados de morbidade são analisados, essa complexidade é própria a situações de intensa desigualdade. E entre as doenças infecciosas de importância em saúde pública 60% são de origem viral, segundo a OMS.
Mudanças nos ambientes urbanos e rurais favorecem o surgimento e reintrodução de doenças infecciosas (ex. hantavirose e dengue), no Brasil esse desenvolvimento também fez com que essas doenças se intensificassem. Portanto os mesmos fatores relacionados ao progresso podem propiciar o surgimento e a disseminação de novas e velhas doenças infecciosas, favorecidas pelas condições socioeconômicas, ambientais e ecológicas. Nos últimos 10 anos observamos a emergência de algumas doenças transmitidas por mosquitos vetores, em especial arboviroses, como chikungunya, West Nile e Zika, em diferentes países das Américas; e em janeiro de 2020 o Brasil teve o segundo caso relatado de febre hemorrágica por Arenavírus (acontecimento considerado um grave evento de saúde pública), pois possui as condições ecológicas, ambientais e sociais ideais para a emergência de diferentes patógenos. No ano de 2018 a OMS divulgou uma lista de doenças e patógenos prioritários para a pesquisa e desenvolvimento, que continha: síndrome respiratória por coronavírus do Oriente Médio (MERS), síndrome respiratória aguda grave (SARS), vírus zika e “doença X”, essa última representa a possibilidade de um novo agente infeccioso surgir e causar epidemias.
As principais doenças emergentes e reemergentes de origem viral no Brasil são: Zika, Chikungunya, AIDS, Influenza, Hepatite C, COVID-19, Rotavírus, Sarampo, Dengue, Hantavirose e febre amarela